# Brandi Cyrus

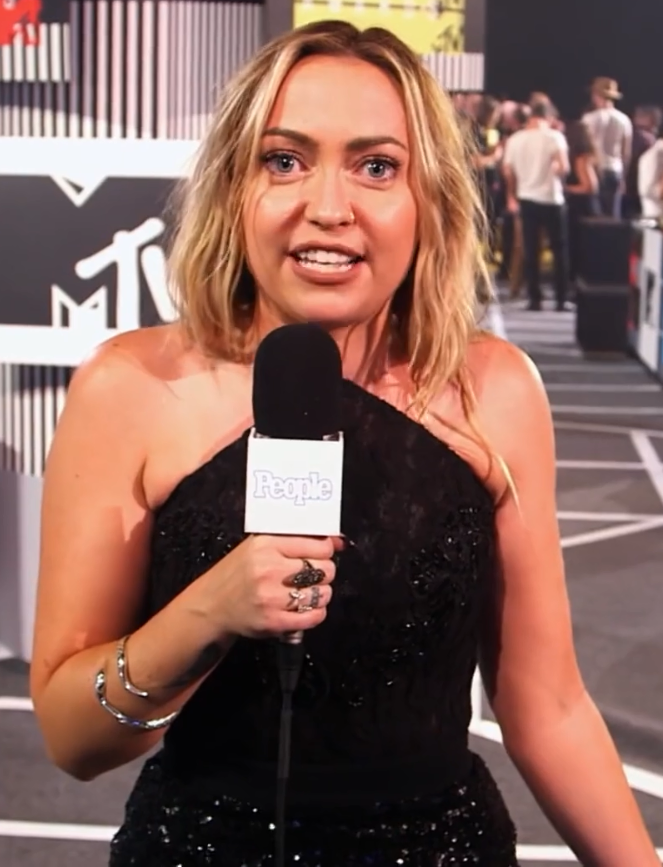
Brandi Cyrus, 2015

Brandi Glenn Cyrus (* 26. Mai 1987 in Nashville, Tennessee, Vereinigte Staaten) ist eine US-amerikanische Schauspielerin, Sängerin und Moderatorin. Bekanntheit erlangte sie durch ihre Band Frank & Derol, nachdem sie bereits einige Male an der Seite ihrer Halbschwester Miley Cyrus musiziert und geschauspielert hatte.

## Privatleben
Cyrus lebt in Nashville. Sie ist die ältere Schwester von Trace Cyrus und die ältere Halbschwester von Miley Cyrus, Braison Cyrus und Noah Cyrus. Ihr Adoptivvater ist Billy Ray Cyrus.

## Filmografie
- 2007: Hannah Montana: Live in London
- 2007: Billy Ray Cyrus: Home at Last
- 2008: Zoey 101
- 2008–2011: Hannah Montana
- 2009: Hannah Montana – Der Film
- 2011: What’s Up
- 2013: Piers Morgan Tonight
- 2013: Truly Tish
- 2014: Brandiville
- 2014: MTV Video Music Awards 2014
- 2015: Old 37
- 2015: Celebrity P.O.V.
- 2015: The Queue
- 2016: Entertainment Tonight
- 2017: Cyrus vs. Cyrus: Design and Conquer